# Tell Me, Momma
Tell Me, Momma è una canzone scritta da Bob Dylan ed eseguita esclusivamente durante il suo World Tour nel Regno Unito del 1966 con i The Hawks (la futura The Band). Il brano venne usato per introdurre la seconda metà del concerto, quando Dylan passò da un'esibizione solista acustica a una performance elettrica accompagnata dal gruppo.
Una versione dal vivo venne pubblicata su The Bootleg Series Vol. 4: Bob Dylan Live 1966, The "Royal Albert Hall" Concert.
L'intero concerto del tour del 1966 è stato in seguito pubblicato nel 2017 su The 1966 Live Recordings in un cofanetto di 36 dischi che contiene tutte le versioni di Tell Me, Momma di Dylan con la band.

## Descrizione
Tell Me, Momma venne eseguita per la prima volta da Dylan il 5 febbraio 1966 al Westchester County Center di White Plains. La performance, seppur registrata dagli spettatori del concerto, non venne mai pubblicata ufficialmente. Dylan ha continuato a eseguire questa canzone per tutto il tour; ma quando ebbe finito la tournée, la canzone non fu registrata in nessun album in studio e non fu mai più eseguita da Dylan in concerto.

## Nella cultura di massa
L'esecuzione del brano nel tour in Gran Bretagna del 1966 appare nel documentario di D. A. Pennebaker Eat the Document. Il medesimo video appare anche nel film del 2005 No Direction Home di Martin Scorsese.